# You Can't Stop Rock 'n' Roll
You Can't Stop Rock'n'Roll är ett album av hårdrocksgruppen Twisted Sister, lanserat den 27 juni 1983.

## Låtlista
Alla låtar är skrivna av Dee Snider.
Sida 1
1. "The Kids Are Back" – 3:16
2. "Like a Knife in the Back" – 3:03
3. "Ride to Live, Live to Ride" – 4:04
4. "I Am (I'm Me)" – 3:34
5. "The Power and the Glory" – 4:20

Sida 2
1. "We're Gonna Make It" – 3:44
2. "I've Had Enough" – 4:02
3. "I'll Take You Alive" – 3:08
4. "You're Not Alone (Suzette's Song)" – 4:02
5. "You Can't Stop Rock 'n' Roll" – 4:40

Bonusspår på återutgåvan

11. "One Man Woman" [*] - 3:09

12. "Four Barrel Heart of Love" [*] - 3:04

13. "Feel the Power" [*] - 3:12

## Medverkande
- Dee Snider - Sång
- Jay Jay French - Gitarr
- Eddie Ojeda - Gitarr
- Mark Mendoza - Bas
- A.J. Pero - Trummor

## Singlar
- "I Am (I'm Me)" / "Sin After Sin" (live)
- "The Kids Are Back" / "Shoot 'Em Down" (live)
- "You Can't Stop Rock 'n' Roll" / "Feels So Fine" (live)

### Fotnoter
1. ↑  http://www.allmusic.com/album/you-cant-stop-rock-n-roll-mw0000053171